# Amyrmex golbachi
Amyrmex golbachi es una especie de hormiga y la única especie conocida del género Amyrmex, perteneciente a la subfamilia Dorylinae. Es originaria del norte de Argentina y el sudoeste de Brasil.

## Taxonomía
El género incluye una sola especie que describe Kuznetsov 1953 sobre varios machos encontrados en la Argentina. En 2009 fue nuevamente detectada por (Ward y Brady, 2009) y después de estudiar más a fondo su ADN, fueron transferidos de la subfamilia Dolichoderinae a la subfamilia Dorylinae.